# Tomografia sejsmiczna
Tomografia sejsmiczna zespół metod obrazowania dwu lub trójwymiarowych struktur znajdujących się wewnątrz Ziemi na podstawie obserwacji fal sejsmicznych (czyli fal sprężystych).
Fale przechodzące lub odbite od granic pomiędzy ośrodkami o różnych właściwościach fizycznych rejestrowane są na powierzchni. Na podstawie takich pomiarów odtwarzana jest struktura wnętrza Ziemi. Terminu tomografia sejsmiczna używa się w odniesieniu do metod obrazowania używanych przy poszukiwaniach złóż mineralnych, w szczególności ropy naftowej, a także do badania struktury skorupy, płaszcza i jądra Ziemi.
Wykorzystywana w medycynie tomografia ultradźwiękowa (USG) również jest forma tomografii akustycznej. Główną różnicą jest długość używanych fal: w sejsmice używane są o długości od dziesiątków metrów do kilometrów, w tomografii medycznej rzędu mikrometrów.